# Плешою (Ніколає-Белческу, Вилча)
Плешою (рум. Pleșoiu) — село у повіті Вилча в Румунії. Входить до складу комуни Ніколає-Белческу.
Село розташоване на відстані 149 км на північний захід від Бухареста, 16 км на південь від Римніку-Вилчі, 82 км на північний схід від Крайови, 125 км на південний захід від Брашова.

## Населення
За даними перепису населення 2002 року у селі проживали 344 особи, усі — румуни. Усі жителі села рідною мовою назвали румунську.